# Tiefental (Auenwald)
Tiefental (früher Tiefenthal) ist ein Weiler bei Oberbrüden, einem Ortsteil der Gemeinde Auenwald im baden-württembergischen Rems-Murr-Kreis.

## Geographische Lage
Tiefental besteht aus neun Gebäuden, hat fünf Hausnummern und liegt in Waldeinsamkeit tief in einer sich vom Dorf Oberbrüden nordostwärts herziehenden Flurbucht im Naturraum des Murrhardter Waldes. Der am Ende eines Stichweges an einem Südhang im Gewann Tiefental stehende Ort ist weniger als 300 Meter vom Lauf des Alten Haubachs auf dem Talgrund entfernt und weniger als 500 Meter vom Oberlauf des Kalten Brunnenbachs im Westen, beide Oberläufe des Brüdenbachs. 
Im Nordwesten erhebt sich jenseits des Kalten Brunnenbachs der Zollstock (544,1 m ü. NHN) mit seinem Südhang Wüstenberg; im Nordosten der Springstein (532,8 m ü. NHN), im Osten das Köpfle (475 m ü. NHN), im Südsüdosten jenseits des Alten Haubachs springt der Sporn des Trailberg (424 m ü. NHN) in Richtung Oberbrüden vor.
Umliegende Ortschaften sind Murrhardt-Siebenknie, der Trailhof, der Heslachhof, Oberbrüden, der Utzenhof und der Eschelhof (im Uhrzeigersinn).

## Geschichte
Tiefental entwickelte sich als Ausbauort von Oberbrüden im 17. oder 18. Jahrhundert. Auf einem Haus, dem wahrscheinlich ältesten Gebäude Tiefentals, findet sich eine Inschrift mit der Jahreszahl 1737. Auf einem anderen Gebäude die Jahreszahl 1803. Politisch und kirchlich gehörte Tiefental stets zu Oberbrüden.
Im Jahr 2019 war Tiefental unbewohnt. Wegen zu hoher Kosten lehnte der Gemeinderat den Breitband-Ausbau für Tiefental, den Sauerhof und die Rottmannsberger Sägmühle ab.

### Einwohnerentwicklung
- 1808: 07 Einwohner[5]
- 1810: 02 Einwohner[6]
- 1828: 05 Einwohner[7]
- 1835:   6 Einwohner[8]
- 1847: 07 Einwohner[9]
- 1854: 06 Einwohner[10]
- 1866: 11 Einwohner[11]
- 1871: 14 Einwohner[12]
- 1877: 10 Einwohner[13]
- 1896: 15 Einwohner[14]